# Pyrus ferganensis
Pyrus ferganensis är en rosväxtart som beskrevs av I.T. Vasil'chenko. Pyrus ferganensis ingår i släktet päronsläktet, och familjen rosväxter. Inga underarter finns listade i Catalogue of Life.